# Списак позивних бројева у Србији
Ово је списак позивних бројева у Србији. Међународни позивни број за Србију је +381.

## Позивање из Србије
У случају да се из Србије, са фиксног телефона, зове претплатник у страној земљи прво се укуца:
- 00 (до 1. априла 2008. године је био број 99 за излаз на међународну централу). Пошто није за све земље овај код исти, често се уместо овога пише + као генерална ознака да овде долази код за излазак на међународну централу.

Потом се бира:
- код земље, 381 за Србију из иностранства (све бивше југословенске републике почињу са 38), 1 за Сједињене Америчке Државе (такође и за Канаду), 7 за Русију (али и за Казахстан), 380 за Украјину, 1242 за Бахамска острва, 49 за Немачку.
- Обласни код или код града. Ови кодови обично почивају на географској подели државе и део су плана поделе државе на мрежне групе.
- и на крају број претплатника, који се бира увек у целини, без обзира да ли позивалац бира број који припада његовој централи или зове из иностранства.

У неким земљама (Немачка, Чешка, итд) не постоје мрежне групе, па нема ни кодова градова, и то како у домаћем саобраћају, тако и приликом међународних позива.

## Позивање из иностранства
Када се из друге земље зове Србија укуцава се „00“ или „+“ па позивни телефонски број за Србију („381“), па двоцифрени позивни број телефонског округа (без 0 локалног позива), и на крају шестоцифрени телефонски број унутар мреже телефонског круга.

## Позивни телефонски бројеви у Србији
Србија је подељена на 34 мрежне групе.
| Број | Седиште            | Општине |
| ---- | ------------------ | --- |
| 010  | Пирот              | Бабушница, Димитровград, Пирот                                                                                        |
| 011  | Београд            | Град Београд |
| 012  | Пожаревац          | Велико Градиште, Голубац, Жабари, Жагубица, Кучево, Мало Црниће, Петровац, Пожаревац                                  |
| 013  | Панчево            | Алибунар, Бела Црква, Вршац, Ковачица, Ковин, Опово, Панчево, Пландиште                                               |
| 014  | Ваљево             | Ваљево, Лајковац, Љиг, Мионица, Осечина, Уб                                                                           |
| 015  | Шабац              | Богатић, Владимирци, Коцељева, Крупањ, Лозница, Љубовија, Мали Зворник, Шабац                                         |
| 016  | Лесковац           | Бојник, Власотинце, Лебане, Лесковац, Медвеђа, Црна Трава                                                             |
| 017  | Врање              | Босилеград, Бујановац, Владичин Хан, Врање, Прешево, Сурдулица, Трговиште                                             |
| 018  | Ниш                | Алексинац, Бела Паланка, Гаџин Хан, Дољевац, Мерошина, Ниш, Сврљиг, Сокобања                                          |
| 019  | Зајечар            | Зајечар, Кладово, Књажевац, Неготин                                                                                   |
| 020  | Нови Пазар         | Нови Пазар, Сјеница, Тутин                                                                                            |
| 021  | Нови Сад           | Бач, Бачка Паланка, Бачки Петровац, Беочин, Бечеј, Врбас, Жабаљ, Нови Сад, Србобран, Сремски Карловци, Темерин, Тител |
| 022  | Сремска Митровица  | Инђија, Ириг, Пећинци, Рума, Сремска Митровица, Стара Пазова, Шид                                                     |
| 023  | Зрењанин           | Житиште, Зрењанин, Нова Црња, Нови Бечеј, Сечањ                                                                       |
| 0230 | Кикинда            | Кикинда, Нови Кнежевац, Чока                                                                                          |
| 024  | Суботица           | Ада, Бачка Топола, Кањижа, Мали Иђош, Сента, Суботица                                                                 |
| 025  | Сомбор             | Апатин, Кула, Оџаци, Сомбор                                                                                           |
| 026  | Смедерево          | Велика Плана, Смедерево, Смедеревска Паланка                                                                          |
| 027  | Прокупље           | Блаце, Житорађа, Куршумлија, Прокупље                                                                                 |
| 028  | Косовска Митровица | Косовска Митровица, Звечан, Зубин Поток, Лепосавић, Вучитрн                                                           |
| 0280 | Гњилане            | Гњилане |
| 029  | Призрен            | Призрен, Гора |
| 0290 | Урошевац           | Урошевац |
| 030  | Бор                | Бољевац, Бор, Мајданпек                                                                                               |
| 031  | Ужице              | Ариље, Бајина Башта, Косјерић, Пожега, Ужице, Чајетина                                                                |
| 032  | Чачак              | Горњи Милановац, Ивањица, Лучани, Чачак                                                                               |
| 033  | Пријепоље          | Нова Варош, Прибој, Пријепоље                                                                                         |
| 034  | Крагујевац         | Аранђеловац, Баточина, Кнић, Крагујевац, Рача, Топола, Лапово                                                         |
| 035  | Јагодина           | Деспотовац, Јагодина, Рековац, Параћин, Свилајнац, Ћуприја                                                            |
| 036  | Краљево            | Врњачка Бања, Краљево, Рашка                                                                                          |
| 037  | Крушевац           | Александровац, Брус, Варварин, Крушевац, Ражањ, Трстеник, Ћићевац                                                     |
| 038  | Приштина           | Приштина, Подујево, Косово Поље, Грачаница                                                                            |
| 039  | Пећ                | Пећ |
| 0390 | Ђаковица           | Ђаковица |

## Мобилна телефонија
| Позивни бројеви | Оператор  | Тип |
| --------------- | --------- | --- |
| 060             | А1 Србија | МО  |
| 061             | А1 Србија | МО  |
| 062             | Yettel    | МО  |
| 063             | Yettel    | МО  |
| 064             | МТС       | МО  |
| 065             | МТС       | МО  |
| 066             | МТС       | МО  |
| 0677            | МТС       | МО  |
| 0678            | МТС       | МО  |
| 068             | А1 Србија | МО  |
| 069             | Yettel    | МО  |